# Horst Rippert
Horst Rippert (24. května 1922 – 19. dubna 2013, Wiesbaden) byl nacistický pilot Luftwaffe za 2. světové války, později novinář a sportovní reportér ZDF. V roce 2008 se dostal do pozornosti médií, když prohlásil, že je zodpovědný za záhadné zmizení francouzského spisovatele Saint-Exupéryho roku 1944. Horst Rippert je starší bratr zesnulého rusofilně-folkloristicky zaměřeného zpěváka Ivana Rebroffa.

## Život
V roce 1941 se Rippert stal pilotem. Působil ve Francii (Avignon, Orange a Marseille). Létal jako bojový pilot na letounu Messerschmitt Bf 109.
V rozhovoru pro noviny Frankfurter Allgemeine Zeitung Rippert roku 2008 uvedl, že jeho babička byla židovka, přesto však s tím v Luftwaffe nikdy neměl problém. Zaznamenal celkem 28 vítězství a obdržel Rytířský kříž a Německý kříž. Sám byl dvakrát sestřelen. Za války byl povýšen na poručíka. Udělení Rytířského kříže ale není v dobových dokumentech dohledatelné, stejně jako povýšení na poručíka.
Rippert se v roce 2008 přiznal, že 31. července 1944, jihovýchodně od Marseille u pobřeží Středozemního moře, sestřelil letoun Lockheed P-38 Lightning, v němž letěl francouzský spisovatel Antoine de Saint-Exupéry (mj. autor díla Malý princ). Rippert toho – očividně na rozdíl od všech ostatních provedených sestřelení s následkem smrti pilota – hluboce litoval a řekl: „Kdybych věděl, že uvnitř sedí jeden z mých nejoblíbenějších autorů, nikdy bych nestřílel“. Popsané sestřelení letounu německou stíhačkou však není podloženo dobovými dokumenty.
Po válce Horst Rippert vystudoval a pracoval v Norddeutscher Rundfunk. V roce 1962 odešel do ZDF, kde řadu let dělal sportovního reportéra a komentoval 8 olympijských her. Rippert zemřel v dubnu 2013 ve Wiesbadenu.